# Poicephalus cryptoxanthus
El loro de cabeza marrón o lorito cabecipardo (Poicephalus cryptoxanthus) es una especie de ave psittaciforme de la familia de los loros (Psittacidae), muy extendida en el continente africano. 
Se conocen tres subespecies:
- Poicephalus c. cryptoxanthus — Sudáfrica y Mozambique
- Poicephalus c. tanganyikae — Mozambique a Kenia
- Poicephalus c. zanzibaricus — Zanzíbar y las islas Pemba